# 貝恩祖法·史雲申
貝恩祖法·史雲申（1605年9月14日～1675年8月5日，又譯呂恩約爾弗·斯汶遜），冰島信義宗主教，斯考爾霍特主教座。他主要影響了北歐神話，也知名於冰島語聖詩作曲家和詩人的身分。現在是冰島克朗上的1000元人物肖像

## 生平
他出生於冰島西北部西峽灣區的Önundarfjörður。自1624-1629就讀於哥本哈根大学，並在1632-1638擔任罗斯基勒大学的教務長。。
1643年，他將古斯堪地那維亞的神話和史诗的集合命名為埃達(Edda)。原因歸於冰島祭司Sæmundr。但當今學者們的共識是，不管是誰寫的埃達詩，無論是在被編譯或詩人的意義上講，不可能是Sæmundr一人所寫。據認為，手稿已有相當長的時間，和跨多位作者編寫。
1650年國王弗雷德里克三世命其接替Stephan Hansen Stephanius的職位成為丹麥皇家歷史學家。他拒絕，但答應王，他會在冰島收集手稿。他做的第一件事情是要求居住在他的教區的居民轉交給國王任何舊手稿，不拘泥於原稿、手抄、複印本，作為給他的禮物。
其中最不朽由以此方式收到的中世紀冰島手稿名字叫弗拉泰島書，它也被稱為GKS1005 FOL。拉丁名為Codex Flateyensis。擁有稿件的Jóni Finnssyni（喬尼芬森），最初是不願放棄他寶貴的傳家寶。在史雲申說服後，而放棄了寶貴的手稿。這份手稿於1656年交給國王克里斯蒂安四世，並放置在哥本哈根的皇家圖書館。

## 書籍
主要來源在這本書BrynjólfurBISKUP Sveinsson的描述。由冰島作家TorfhildurÞorsteinsdóttir於1882年期間著作並發表。